# Dmitri Chistiakov
Dmitri Iourévitch Tchistiakov (en russe : Дми́трий Ю́рьевич Чистяко́в) est un footballeur international russe né le 13 janvier 1994 à Pikaliovo. Il évolue au poste de défenseur central au FK Rostov.

## Biographie

### Débuts professionnels (2012-2016)
Né à Pikaliovo, Dmitri Tchistiakov commence la pratique du football au sein de l'équipe locale du Metallourg Pikaliovo ainsi que dans la ville de Tikhvine avant d'intégrer le centre de formation du Zénith Saint-Pétersbourg en 2007. Au printemps 2012, il rejoint le FK Rostov sous la forme d'un prêt de six mois mais ne fait qu'évoluer avec l'équipe des jeunes.
Il effectue finalement ses débuts professionnels le 15 juillet 2013 sous les couleurs du club-école du Zénith-2 Saint-Pétersbourg face au FK Tosno dans la troisième division russe où il évolue par la suite pendant deux ans, contribuant notamment à la montée de l'équipe au deuxième échelon à l'issue de la saison 2014-2015.
À l'été 2015, Tchistiakov connaît un nouveau prêt dans l'équipe arménienne du Mika Ashtarak avec qui il termine septième de la première division et prend activement part au parcours du club en Coupe d'Arménie qui s'achève par une défaite en finale face au Banants Erevan.

### Passage dans les échelons inférieures et retour à Rostov (2016-2020)
Laissé libre par la suite par le Zénith Saint-Pétersbourg, il rejoint dans la foulée le Chinnik Iaroslavl en deuxième division durant l'été 2016 et évolue sous ces couleurs pendant deux saisons, marquant notamment son premier but au niveau professionnel le 10 septembre 2016 à l'occasion d'une victoire 1-0 face au Mordovia Saransk. Il joue ensuite pour le FK Tambov au même niveau pour la saison 2018-2019 et contribue à la victoire du club en championnat avec 26 matchs joués pour trois buts marqués.
Tchistiakov fait son retour au FK Rostov durant le mois de juin 2019 dans le cadre d'un contrat de quatre ans avant de faire ses débuts en première division russe face au FK Orenbourg le 13 juillet suivant. Par la suite titularisé régulièrement en défense centrale tout au long de l'exercice 2019-2020, il se révèle une des principales révélations du championnat, et contribue activement à la bonne saison du club qui termine en cinquième position. Ses performances lui permettent de plus d'être appelé par Stanislav Tchertchessov avec la sélection russe au cours des mois d'octobre et novembre 2019, bien qu'il ne dispute finalement aucune rencontre.

### Zénith Saint-Pétersbourg (depuis 2020)
Au cours du mois d'octobre 2020, Tchistiakov retourne dans son club formateur du Zénith Saint-Pétersbourg sous la forme d'un prêt avec option d'achat jusqu'à la fin de la saison 2020-2021, avec qui il remporte par la suite le titre de champion. Au terme de l'exercice, il signe un contrat de quatre années en faveur du Zénith le 3 juin 2021. Dans les mois qui suivent, il découvre notamment les compétitions européennes en disputant la phase de groupes de la Ligue des champions. En parallèle, il dispute ses premières matchs avec la Russie sous Valeri Karpine durant les mois d'octobre et novembre 2021 en prenant part à la fin des éliminatoires pour la Coupe du monde 2022

## Palmarès
| Mika Ashtarak - Coupe d'Arménie : - Finaliste : 2016. |  | FK Tambov - Championnat de Russie de D2 (1) : - Champion : 2019. |  | Zénith Saint-Pétersbourg - Championnat de Russie (3) : - Champion : 2021, 2022 et 2023. - Supercoupe de Russie (2) : - Vainqueur : 2021 et 2022. |

## Statistiques
| Saison                | Club                            | Championnat           | Championnat | Championnat | Coupe(s) nationale(s) | Coupe(s) nationale(s) | Compétition(s) continentale(s) | Compétition(s) continentale(s) | Compétition(s) continentale(s) | Total | Total |
| Saison                | Club                            | Division              | M.          | B.          | M.                    | B.                    | Comp.                          | M.                             | B.                             | M.    | B.    |
| 2013-2014             | Zénith-2 Saint-Pétersbourg      | D3                    | 28          | 0           | -                     | -                     | -                              | -                              | -                              | 28    | 0     |
| 2014-2015             | Zénith-2 Saint-Pétersbourg      | D3                    | 15          | 0           | -                     | -                     | -                              | -                              | -                              | 15    | 0     |
| 2015-2016             | Zénith-2 Saint-Pétersbourg      | D2                    | 1           | 0           | -                     | -                     | -                              | -                              | -                              | 1     | 0     |
| 2015-2016             | Mika Ashtarak (prêt)            | D1                    | 17          | 0           | 5                     | 0                     | -                              | -                              | -                              | 22    | 0     |
| 2016-2017             | Chinnik Iaroslavl               | D2                    | 30          | 2           | 2                     | 0                     | -                              | -                              | -                              | 32    | 2     |
| 2017-2018             | Chinnik Iaroslavl               | D2                    | 35          | 3           | 2                     | 1                     | -                              | -                              | -                              | 37    | 4     |
| 2018-2019             | FK Tambov                       | D2                    | 26          | 3           | 1                     | 0                     | -                              | -                              | -                              | 27    | 3     |
| 2019-2020             | FK Rostov                       | D1                    | 22          | 1           | 1                     | 0                     | -                              | -                              | -                              | 23    | 1     |
| 2020-2021             | Zénith Saint-Pétersbourg (prêt) | D1                    | 14          | 0           | -                     | -                     | -                              | -                              | -                              | 14    | 0     |
| 2021-2022             | Zénith Saint-Pétersbourg        | D1                    | 27          | 1           | 3                     | 0                     | C1+C3                          | 5+2                            | 0+0                            | 37    | 1     |
| 2022-2023             | Zénith Saint-Pétersbourg        | D1                    | 5           | 0           | 6                     | 0                     | -                              | -                              | -                              | 11    | 0     |
| Total sur la carrière | Total sur la carrière           | Total sur la carrière | 220         | 10          | 20                    | 1                     | -                              | 7                              | 0                              | 247   | 11    |